# Simon Sears
Simon Sears (født 25. januar 1984 i Roskilde) er en dansk skuespiller, der er opvokset i Solrød Strand.
Han blev uddannet fra Statens teaterskole i 2014. Han er kendt fra filmene 9. april og Vinterbrødre. Han har også medvirket i tv-serierne Bedrag, Herrens Veje, Generationer og Reservatet.
I 2016 modtog han Årets Talent Reumert for sin optræden i Sidst på dagen er vi alle mennesker på Mammutteatret.

## Filmografi
- Nordlys (2009)
- Bedrag (2016)
- Herrens Veje (2017)
- Vinterbrødre (2017)
- Undtagelsen (2019)
- Shorta (2020)
- Shadow and Bone Netflix (2021)
- Forsvundet til Halloween (2021)
- Generationer (2025)
- Reservatet (2025)